# Arethusa-Klasse (1914)
Die Arethusa-Klasse  war eine Klasse von acht Leichten Kreuzern der britischen Marine, die von 1914 bis 1924 in Dienst standen.

## Allgemeines
Die Schiffe der Arethusa-Klasse von 3500 ts waren der erste Versuch der Royal Navy, wieder einen einheitlichen Leichten Kreuzer zu schaffen, nachdem man zuvor mit den späten scout cruisern der Boadicea-, Blonde- und Active-Klasse sowie den über 5000 ts verdrängenden Kreuzern der verschiedenen Baureihen der Town-Klasse zwei unterschiedliche Typen gleichzeitig beschafft hatte. Nach Diskussion in einem Komitee wurden im September 1912 acht armoured light cruiser bei fünf Bauwerften bestellt. Im Oktober erfolgte die Kiellegung der beiden ersten Schiffe bei den staatlichen Werften in Chatham und Devonport und im Dezember 1912 des dritten Schiffes bei der Fairfield Shipbuilding & Engineering Company. Dazu bauten noch Beardmore in Dalmuir drei und Vickers in Barrow zwei Kreuzer dieses Typs.
Der neue Typ hatte eine Antriebsanlage, die ausschließlich mit Öl befeuert wurde, und eine relativ leichte, sich mehr an den bisherigen Ausführungen für Zerstörer orientierende Turbinenanlage. Anders als bei den vorangegangenen scouts wurde die Panzerung äquivalent zu den Town-Kreuzern arrangiert. Das 25 mm starke Panzerdeck schützte nicht nur die Antriebsanlage, sondern auch die Steuerung. Dazu war ein Seitenpanzer vorhanden, der vom Bug bis zum Heck reichte. Dessen Stärke stieg von 37 mm auf 75 mm im Bereich der Antriebsanlage und reduzierte sich zum Heck hin wieder auf 50 mm.
In der Rückschau betrachtet war die Bewaffnung der Kreuzer nicht glücklich gewählt, da eine gemischte Hauptbewaffnung verbaut wurde. Dies hatte schon in den 1890er Jahren und bei den Town-Kreuzern zu unbefriedigenden Ergebnissen geführt. Als Bug- bzw. Heckgeschütz kamen zwei einzelne 152-mm-Mk.XII-Geschütze zum Einbau, von denen nur das vordere einen Schutzschild erhielt. Die weitere Bewaffnung bestand aus sechs 102-mm-Mk.V-Geschützen. Die Versorgung der Geschütze mit Munition und die Beurteilung der Schießergebnisse im Einsatz erwiesen sich als problematisch.
Dazu erhielten die Schiffe anfangs ein QF-3-pdr-Vickers-Geschütz als Luftabwehrwaffe (das sich nicht bewährte) und vier 530-mm-Torpedorohre. Während des Krieges wurde auf allen Schiffen die Flugabwehrbewaffnung ausgetauscht und die Torpedobewaffnung verstärkt. Fünf Schiffe führten schon 1915 zeitweise ein Flugzeug mit und 1918 hatten die sieben noch vorhandenen Schiffe eine Flugzeugplattform auf dem Vorschiff über dem Buggeschütz sowie einen Dreibeinmast und eine Feuerleitanlage. Einige hatten eine Minenlegereinrichtung oder auch die Möglichkeit, Fesselballons mitzuführen.
Bei Kriegsbeginn waren von den acht Schiffen der Arethusa-Klasse fünf vom Stapel gelaufen und alle konnten bis zum März 1915 in Dienst gestellt werden. Sie erwiesen sich für den Dienst in der Nordsee gut geeignet, erwiesen sich jedoch als sehr eng. Die folgenden über 4000 ts verdrängenden Kreuzer der C-Klasse, von denen acht 1913 bestellt und bei Kriegsbeginn im Bau waren, hatten diesen Mangel nicht. Von dieser Klasse wurden 28 Kreuzer in sieben Untergruppen gebaut.

## Einheiten
| Name       | Bauwerft                               | Kiellegung        | Stapellauf         | Indienststellung  | Verbleib                                                                                     |
| ---------- | -------------------------------------- | ----------------- | ------------------ | ----------------- | -------------------------------------------------------------------------------------------- |
| Arethusa   | Chatham Dockyard, Chatham              | 28. Oktober 1912  | 25. Oktober 1913   | August 1914       | Am 11. Februar 1916 nach Minentreffer gesunken                                               |
| Aurora     | Devonport Dockyard, Plymouth           | 24. Oktober 1912  | 30. September 1913 | 4. September 1914 | 1920 an die Royal Canadian Navy übergeben, am 1. Juli 1922 außer Dienst und 1927 abgebrochen |
| Galatea    | William Beardmore and Company, Glasgow | 9. Januar 1913    | 14. Mai 1914       |                   | Am 25. Oktober 1921 zum Abbruch verkauft                                                     |
| Inconstant | William Beardmore and Company, Glasgow | 3. April 1913     | 6. Juli 1914       | Januar 1915       | Am 9. Juni 1922 zum Abbruch verkauft                                                         |
| Penelope   | Vickers                                | 1. Februar 1913   | 25. August 1914    | Dezember 1914     | Im Oktober 1924 zum Abbruch verkauft                                                         |
| Phaeton    | Vickers                                | 12. März 1913     | 21. Oktober 1914   | Februar 1915      | Am 16. Januar 1923 zum Abbruch verkauft                                                      |
| Royalist   | William Beardmore and Company, Glasgow | 3. Juni 1913      | 14. Januar 1915    | März 1915         | Am 24. August 1922 zum Abbruch verkauft                                                      |
| Undaunted  | Fairfield, Govan                       | 21. Dezember 1912 | 28. April 1914     | August 1914       | Am 9. April 1923 zum Abbruch verkauft                                                        |